# Henryk Olszak
Henryk Olszak (ur. 22 października 1957 w Czerwieńsku, zm. 11 czerwca 2021 w Zielonej Górze) – polski żużlowiec.

## Kariera sportowa
Sport żużlowy uprawiał od 1976 roku. W 1978 r. awansował do finału Indywidualnych Mistrzostw Świata Juniorów, zajmując w Lonigo IX miejsce, zajął również II m. (za Andrzejem Huszczą) w finale turnieju o Srebrny Kask, rozegranego w Opolu. W 1979 r. zdobył (wspólnie z Andrzejem Huszczą) tytuł Mistrza Polski Par Klubowych, natomiast w 1980 r. odniósł największy sukces w karierze, zdobywając w Lesznie brązowy medal Indywidualnych Mistrzostw Polski. Dwukrotnie (1980, 1981) uczestniczył w eliminacjach Indywidualnych Mistrzostw Świata, w 1981 r. odnosząc kolejny sukces w postaci VI m. w rozegranym w Pradze Finale Kontynentalnym. Wynik ten dał mu w Finale Światowym na stadionie Wembley pozycję rezerwowego (w turnieju tym wystąpił w jednym biegu, nie zdobywając punktów). W 1982 r. odniósł jeden z ostatnich indywidualnych sukcesów, zwyciężając w międzynarodowym turnieju w Gnieźnie.
W swojej karierze reprezentował dwa kluby: Falubaz Zielona Góra (1976–1983) i Start Gniezno (1984–1985, 1989). W barwach zielonogórskiej drużyny zdobył trzy medale Drużynowych Mistrzostw Polski: dwa złote (1981, 1982) oraz brązowy (1979).
W 2015 roku został uhonorowany tablicą pamiątkową na zielonogórskim stadionie żużlowym. Pochowany na Cmentarzu Junikowo w Poznaniu.